# Super Bowl X
A Super Bowl X az 1975-ös NFL-szezon döntője volt. A mérkőzést Miamiban, a Miami Orange Bowlban játszották 1976. január 18-án. A mérkőzést a Pittsburgh Steelers nyerte.

## A döntő résztvevői
A Pittsburgh Steelers az alapszakaszból 12–2-es mutatóval került a rájátszásba az AFC-ből. A konferencia-elődöntőben otthon a Baltimore Colts ellen, majd a konferencia-döntőben szintén hazai pályán a Oakland Raiders ellen győzött.
A Dallas Cowboys 10–4-es teljesítménnyel zárta az alapszakaszt az NFC konferenciában. A konferencia-elődöntőben idegenben a Minnesota Vikings ellen, majd a konferencia-döntőben szintén idegenben a Los Angeles Rams ellen győzött.

## A mérkőzés
A mérkőzést 21–17-re a Pittsburgh Steelers nyerte. A legértékesebb játékos a Steelers elkapója, Lynn Swann lett.
| N | Idő                  | Drive                | Drive                | Drive                | Csapat               | Play leírása                                                              | Pont                 | Pont                 |
| N | Idő                  | Play                 | Yard                 | Időtartam            | Csapat               | Play leírása                                                              | Cowboys              | Steelers             |
| - | -------------------- | -------------------- | -------------------- | -------------------- | -------------------- | ------------------------------------------------------------------------- | -------------------- | -------------------- |
| 1 | 10:24                | 1                    | 29                   | 0:08                 | Cowboys              | Touchdown. D. Pearson 4 yardos átadás Staubach-tól. Fritsch jutalomrúgás. | 7                    | 0                    |
|   |                      |                      |                      |                      |                      |                                                                           |                      |                      |
| 1 | 5:57                 | 8                    | 67                   | 4:27                 | Steelers             | Touchdown. Grossman 4 yardos átadás Bradshaw-tól. Gerela jutalomrúgás.    | 7                    | 7                    |
| 2 | 14:45                | 11                   | 46                   | 6:12                 | Cowboys              | Mezőnygól. Fritsch 36 yardról.                                            | 10                   | 7                    |
|   |                      |                      |                      |                      |                      |                                                                           |                      |                      |
| 3 | nem volt pontszerzés | nem volt pontszerzés | nem volt pontszerzés | nem volt pontszerzés | nem volt pontszerzés | nem volt pontszerzés                                                      | nem volt pontszerzés | nem volt pontszerzés |
|   |                      |                      |                      |                      |                      |                                                                           |                      |                      |
| 4 | 11:28                | –                    | –                    | –                    | Steelers             | Safety. Harrison blokkolta Hoopes puntját az end zone-ban.                | 10                   | 9                    |
| 4 | 8:41                 | 6                    | 25                   | 2:47                 | Steelers             | Mezőnygól. Gerela 36 yardról.                                             | 10                   | 12                   |
| 4 | 6:37                 | 3                    | 6                    | 1:45                 | Steelers             | Mezőnygól. Gerela 18 yardról.                                             | 10                   | 15                   |
| 4 | 3:02                 | 3                    | 70                   | 1:23                 | Steelers             | Touchdown. Swann 64 yardos átadás Bradshaw-tól. Rossz jutalomrúgás.       | 10                   | 21                   |
| 4 | 1:48                 | 5                    | 80                   | 1:14                 | Cowboys              | Touchdown. P. Howard 34 yardos átadás Staubach-tól. Fritsch jutalomrúgás. | 17                   | 21                   |